# کوکر اسپانیل انگلیسی
کوکر اسپانیل انگلیسی (به انگلیسی: English Cocker Spaniel)، نام یکی از نژادهای سگ است که خاستگاه آن به انگلستان بازمی‌گردد.

## نگارخانه

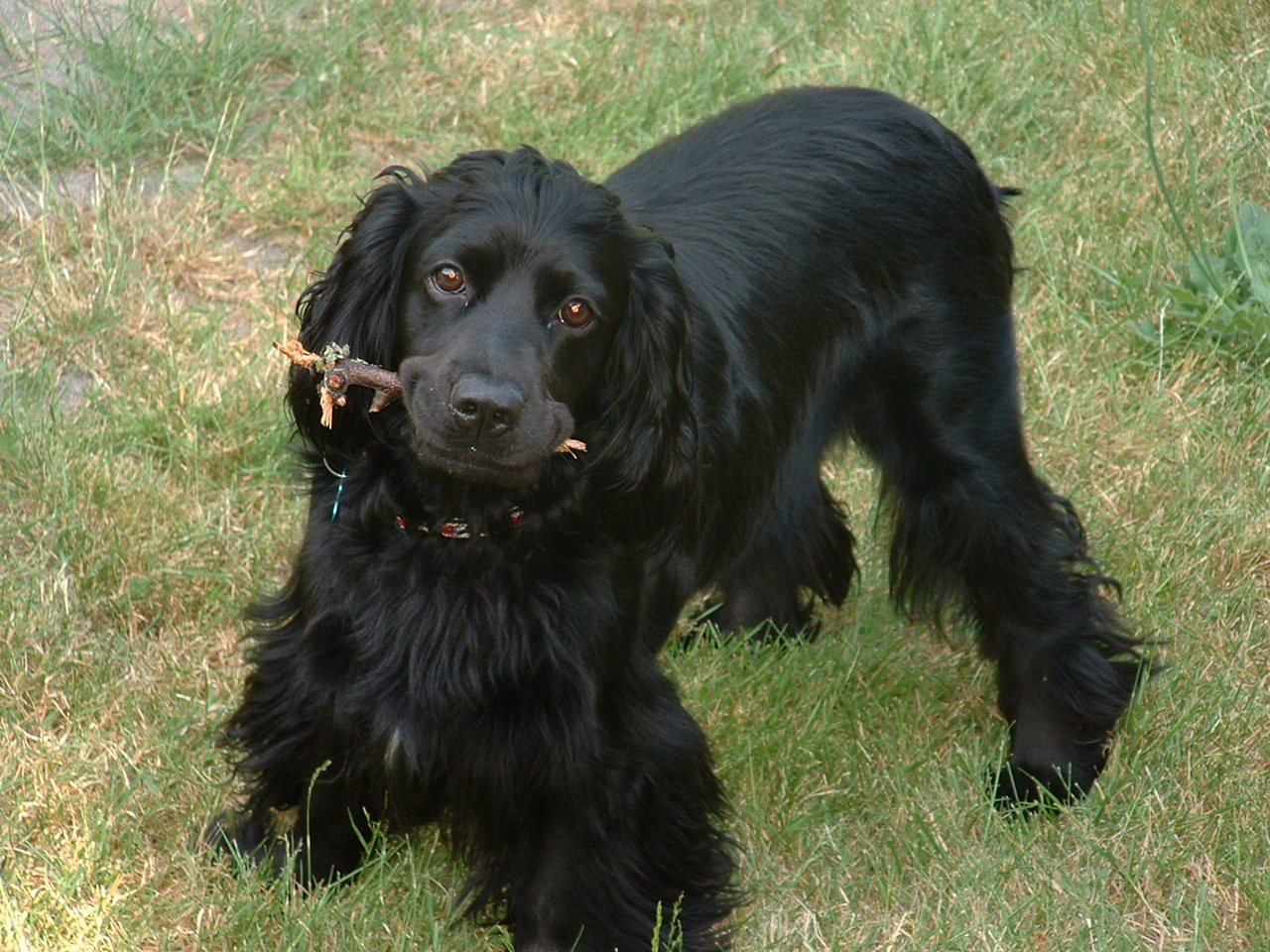
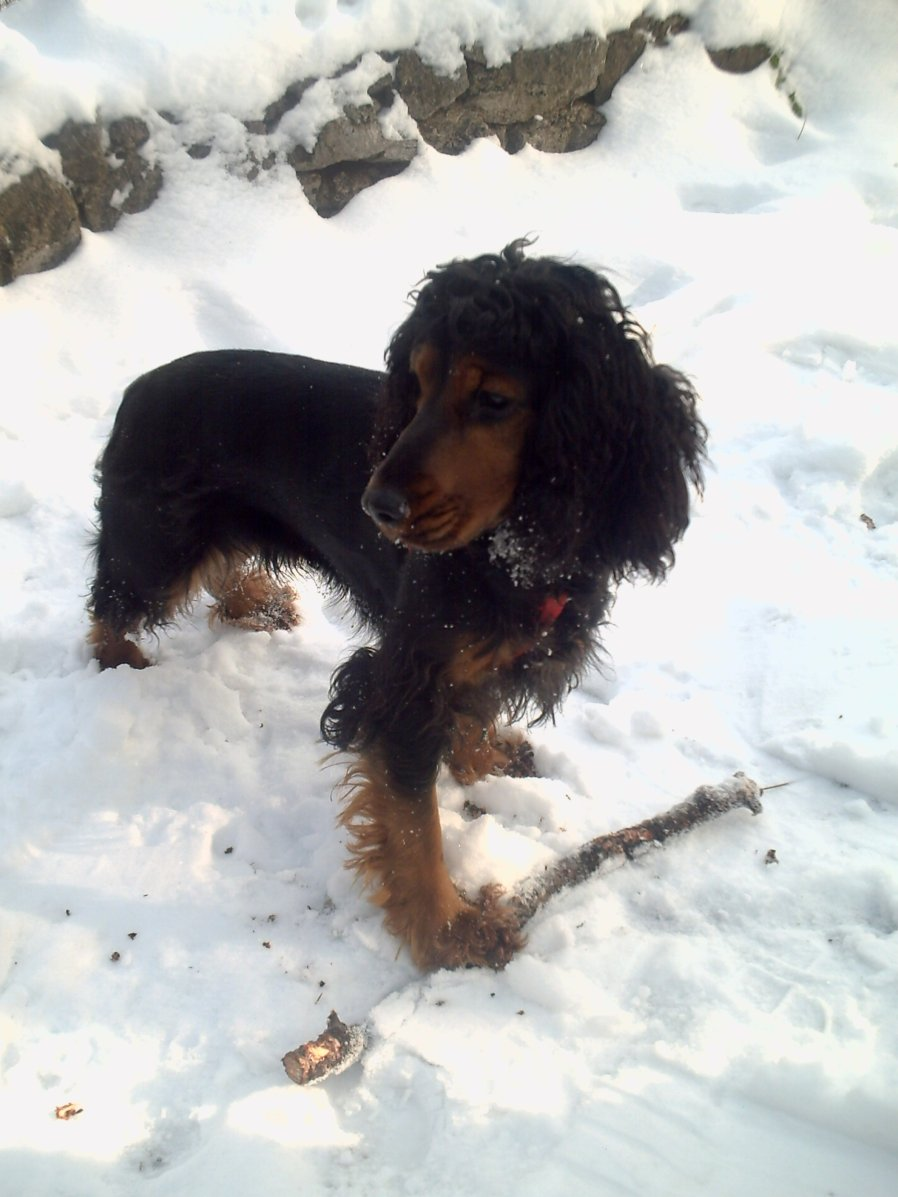
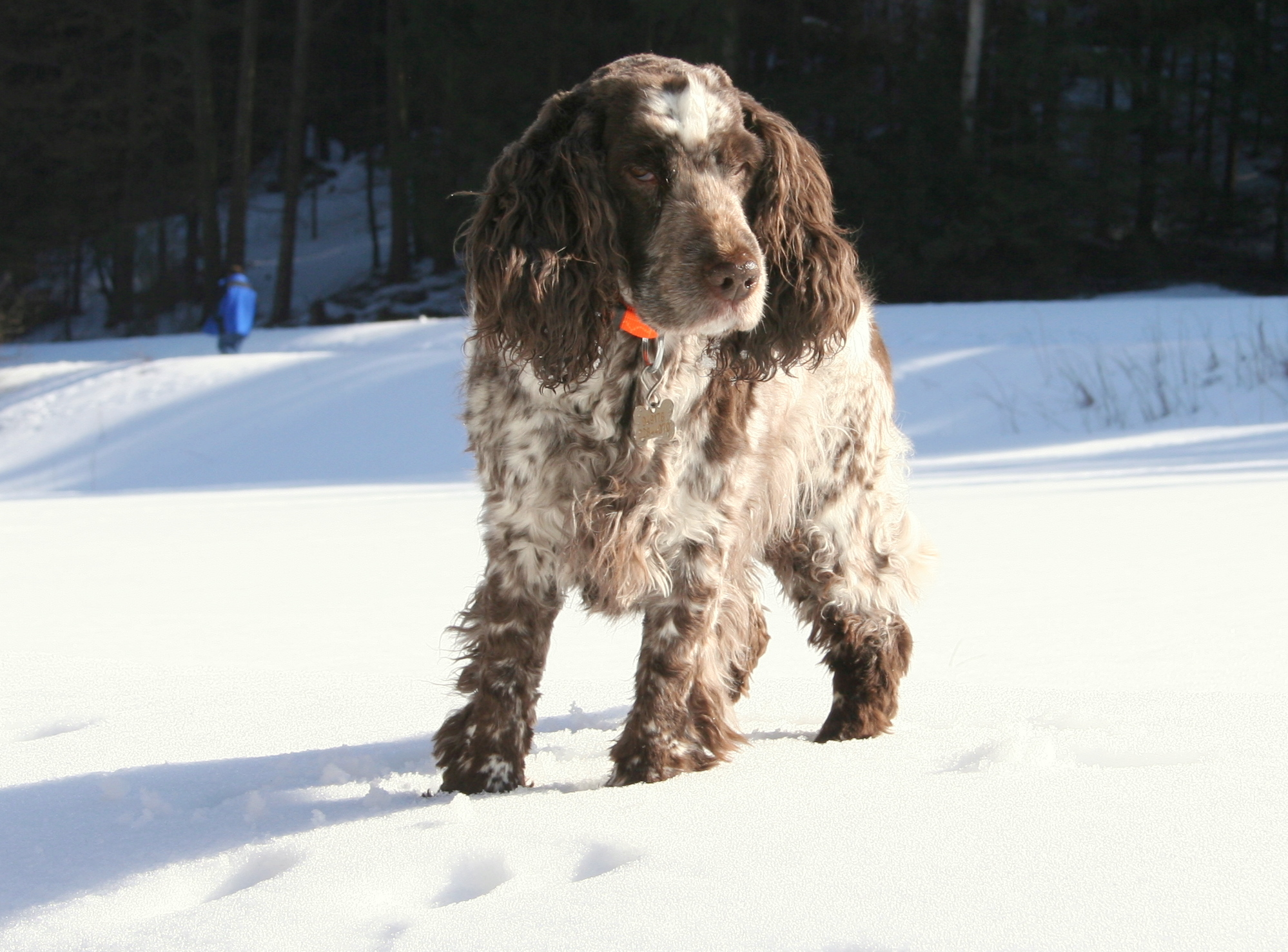
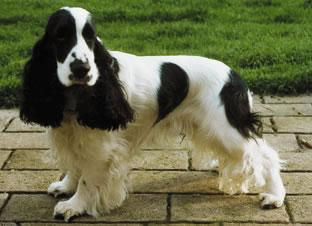
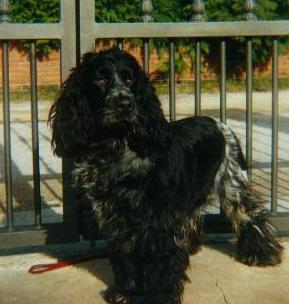
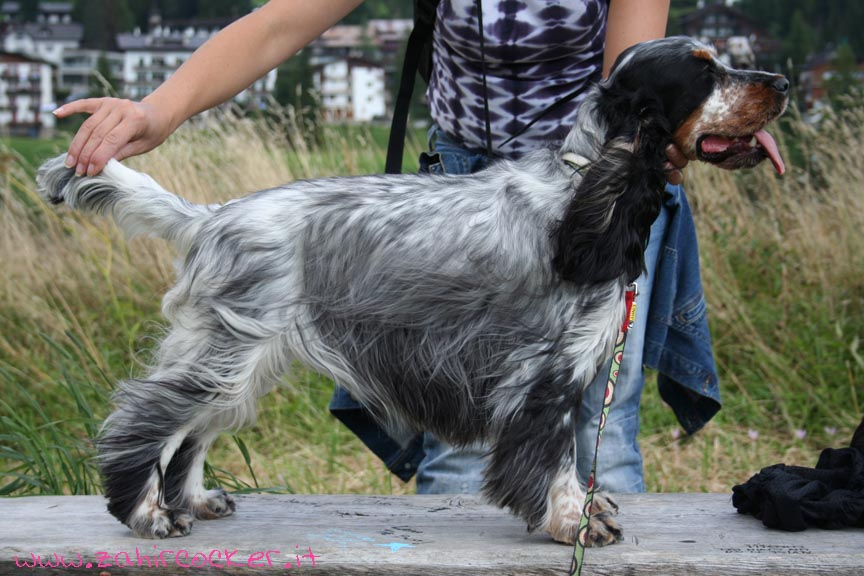
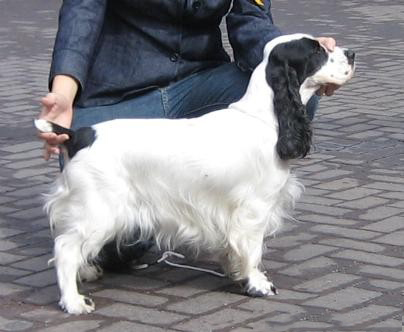
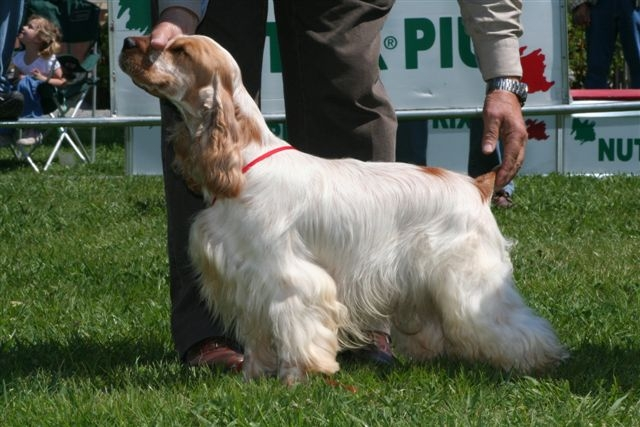
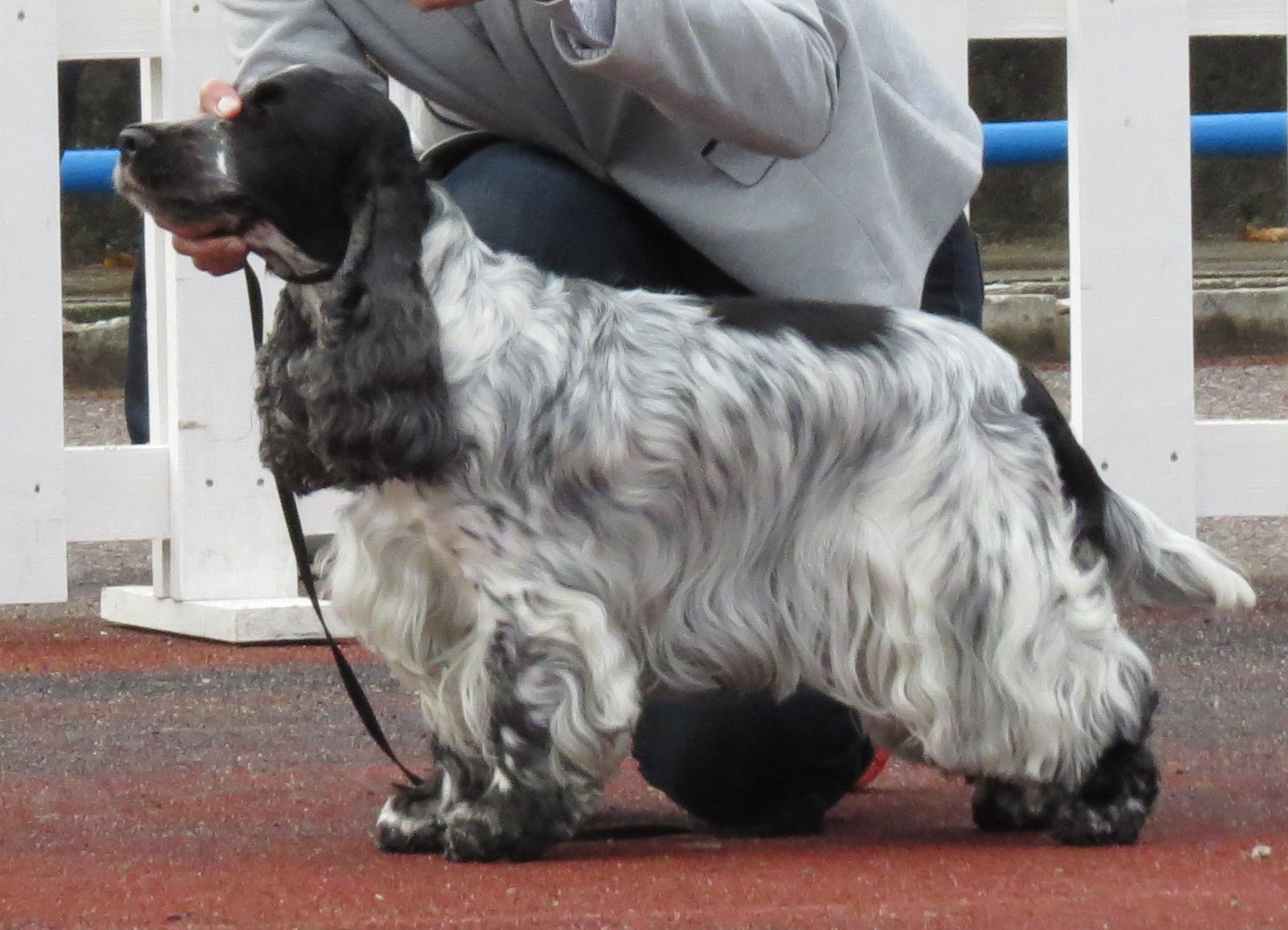
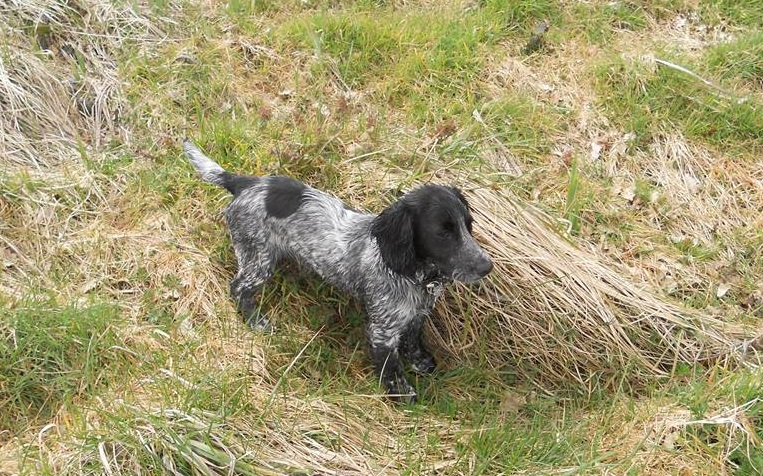